# نوید احمد
نوید احمد (انگلیسی: Naveed Ahmed؛ زادهٔ ۳ ژانویهٔ ۱۹۹۳) بازیکن فوتبال اهل پاکستان است.
وی همچنین در تیم‌های ملی فوتبال  زیر ۲۳ سال پاکستان، و پاکستان بازی کرده است.